# Bir Abu Kubra
Bir Abu Kubra – miejscowość w Syrii, w muhafazie Ar-Rakka, w dystrykcie Ar-Rakka. W 2004 roku liczyła 7901962 mieszkańców.